# Shpirt i mbytur
Shpirt i mbytur (svenska: drunknad själ) är den albanska sångerskan och modellen Argjentina Ramosajs debutsingel. Låten släpptes i februari 2010 samtidigt som en musikvideo till låten släpptes. "Shpirt i mbytur" skrevs av Ardit Roshi och komponerades och producerades av Flori Mumajesi. Låten är framförd på albanska och hade i januari 2013 över 500 000 visningar på Youtube. Låten är en powerballad som handlar om sorg och att bli sviken och att finna sin själ. 